# Donna (Teksas)
Donna – miasto w Stanach Zjednoczonych, w stanie Teksas, w hrabstwie Hidalgo.

## Demografia
Według przeprowadzonego przez United States Census Bureau spisu powszechnego w 2010 miasto liczyło 15 798 mieszkańców, co oznacza wzrost o 7,0% w porównaniu do roku 2000. Natomiast skład etniczny w mieście wyglądał następująco: Biali 86,4%, Afroamerykanie 0,4%, Azjaci 0,2%, pozostali 13,0%.